# كاتيا ستوكهولم
كاترينا ستوكهولم التي تُعرف أيضًا باسم كاتيا ستوكهولم (من مواليد 20 يونيو 1996 في أودنسي) عارضة أزياء وحاملة لقب ملكة جمال دنماركية فوالتي توجت بمسابقة ملكة جمال الدنمارك 2019، وستمثل الدنمارك في مسابقة ملكة جمال الكون 2019.

## روابط خارجية
- Official site نسخة محفوظة 16 مارس 2015 at Archive.is
- Miss Denmark Official Page

| الجوائز و الإنجازات | الجوائز و الإنجازات     | الجوائز و الإنجازات |
| ------------------- | ----------------------- | ------------------- |
| سبقه هيلين هاوزر    | ملكة جمال الدنمارك 2019 | تبعه TBA            |